# Отдел „За работа сред турското население“ при ЦК на БКП (1951 – 1957)
Отделът „За работа сред турското население“ при ЦК на БКП  съществува в периода 1951–1957.

## История
След 9 септември 1944 г. работата на БКП сред турското население се ръководи и контролира от „Масовия отдел“ на ЦК, а след разформироването на отдела през 1946 г. се изгражда „Малцинствена комисия“ към Секретариата, която се занимава и с въпросите на турското население в България. Пленумът на ЦК на БКП от 23 април 1951 г. дава насоки за засилване работата на парията сред турското население. По решение на Политбюро № 103 от 26 април 1951 г. към ЦК се създават отдел „За работа сред турското население“, както и подобни отдели при окръжните комитети на БКП в Шумен, Русе и Хасково.
Организира и ръководи работата на партията сред турското и циганско население, а също и сред българомохамеданите. С решение на Политбюро от 24 октомври 1957 г. се преустройва в отдел „За работа сред националните малцинства“.

## Завеждащи отдела
- Али Ибрахимов